# Kostel svatého Mikuláše (Tallinn)
Kostel svatého Mikuláše, estonsky Niguliste kirik, je bývalá sakrální stavba v estonském hlavním městě Tallinnu. Postavena byla ve 13. století, mezi lety 1230–1275, a to vestfálskými obchodníky, kteří přišli z Gotlandu. Původně byla v gotickém slohu, z původního kostela se však do současnosti dochovalo jen několik částí. Současnou podobu získal kostel v letech 1405–1420. Koncem 17. století byla původní věž nahrazena věží barokní. Věž je nyní 105 metrů vysoká. Svatý Mikuláš byl jediným kostelem v Tallinnu, který zůstal nedotčen obrazoborectvím, které přinesla protestantská reformace, a to přesto, že v roce 1523 na něj rozzuřený obrazoborecký dav zaútočil. Vedoucí sboru nalil roztavené olovo do zámků kostela, a hordy se tak nedostaly dovnitř. Kostel byl přeměněn na luteránskou kongregaci v 16. století. Byl zásadně poničen sovětským bombardováním za druhé světové války v roce 1944. Následný požár proměnil kostel v ruiny a zničil většinu jeho interiéru (kromě kaple sv. Antonína). Z věže se kouřilo asi měsíc. Většina vzácných uměleckých pokladů přežila díky jejich včasné evakuaci již v roce 1943. Od té doby jako kostel neslouží. Renovace začala v roce 1953 a zcela dokončena byla až v roce 1981. Již za rok však v budově znovu hořelo. Vyhořela věž a kaple sv. Antonína. Další rekonstrukce trvala do roku 1984, kdy byla budova otevřena veřejnosti jako muzeum. V současnosti zde má jednu ze svých expozic Estonské umělecké muzeum. Vystavuje zde náboženské umění. Nejvýznamnějším exponátem je dochovaný zbytek původně 30 metrů dlouhé malby Tanec smrti, jejímž autorem je Bernt Notke. Prostor také občas slouží jako koncertní sál, jeho akustika je značně ceněna. Stavba nesmí být zaměněna s klasicistním chrámem v Tallinnu, který je rovněž zasvěcen sv. Mikulášovi.